# ستانلي بالمر (فنان)
ستانلي بالمر (بالإنجليزية: Stanley Palmer)‏ هو فنان نيوزيلندي، ولد في 1936.